# Grande Prêmio de Mônaco de 1973
Resultados do Grande Prêmio de Mônaco de Fórmula 1 realizado em Montecarlo à 3 de junho de 1973. Foi a sexta etapa da temporada e nela aconteceu a vitória do britânico Jackie Stewart, bem como a estreia do futuro campeão mundial, James Hunt.

## Classificação da prova
| Pos. | Nº | Piloto               | Construtor        | Voltas | Tempo/Diferença          | Grid | Pontos |
| ---- | -- | -------------------- | ----------------- | ------ | ------------------------ | ---- | ------ |
| 1    | 5  | Jackie Stewart       | Tyrrell-Ford      | 78     | 1:57:44.3                | 1    | 9      |
| 2    | 1  | Emerson Fittipaldi   | Lotus-Ford        | 78     | + 1.3                    | 5    | 6      |
| 3    | 2  | Ronnie Peterson      | Lotus-Ford        | 77     | + 1 volta                | 2    | 4      |
| 4    | 6  | François Cevert      | Tyrrell-Ford      | 77     | + 1 volta                | 4    | 3      |
| 5    | 8  | Peter Revson         | McLaren-Ford      | 76     | + 2 voltas               | 15   | 2      |
| 6    | 7  | Denny Hulme          | McLaren-Ford      | 76     | + 2 voltas               | 3    | 1      |
| 7    | 9  | Andrea de Adamich    | Brabham-Ford      | 75     | + 3 voltas               | 25   |        |
| 8    | 23 | Mike Hailwood        | Surtees-Ford      | 75     | + 3 voltas               | 13   |        |
| 9    | 27 | James Hunt           | March-Ford        | 73     | Motor                    | 18   |        |
| 10   | 17 | Jackie Oliver        | Shadow-Ford       | 72     | + 6 voltas               | 22   |        |
| 11   | 11 | Wilson Fittipaldi    | Brabham-Ford      | 71     | Sistema de combustível   | 9    |        |
| Ret  | 14 | Jean-Pierre Jarier   | March-Ford        | 67     | Câmbio                   | 14   |        |
| Ret  | 12 | Graham Hill          | Shadow-Ford       | 62     | Suspensão                | 24   |        |
| Ret  | 4  | Arturo Merzario      | Ferrari           | 58     | Pressão do óleo          | 16   |        |
| Ret  | 10 | Carlos Reutemann     | Brabham-Ford      | 46     | Câmbio                   | 19   |        |
| Ret  | 3  | Jacky Ickx           | Ferrari           | 44     | Semieixo                 | 7    |        |
| Ret  | 25 | Howden Ganley        | Iso-Marlboro-Ford | 41     | Semieixo                 | 10   |        |
| Ret  | 20 | Jean-Pierre Beltoise | BRM               | 39     | Acidente                 | 11   |        |
| Ret  | 24 | José Carlos Pace     | Surtees-Ford      | 31     | Semieixo                 | 17   |        |
| Ret  | 18 | David Purley         | March-Ford        | 31     | Vazamento de combustível | 23   |        |
| Ret  | 26 | Nanni Galli          | Iso-Marlboro-Ford | 30     | Semieixo                 | 21   |        |
| Ret  | 21 | Niki Lauda           | BRM               | 24     | Câmbio                   | 6    |        |
| Ret  | 22 | Chris Amon           | Tecno             | 22     | Superaquecimento         | 12   |        |
| Ret  | 19 | Clay Regazzoni       | BRM               | 15     | Freios                   | 8    |        |
| Ret  | 15 | Mike Beuttler        | March-Ford        | 3      | Motor                    | 20   |        |
| DNS  | 16 | George Follmer       | Shadow-Ford       |        | Acidente nos treinos     |      |        |

## Tabela do campeonato após a corrida
|  | Pos. | Piloto             | Pontos |
|  | ---- | ------------------ | ------ |
|  | 1    | Emerson Fittipaldi | 41     |
|  | 2    | Jackie Stewart     | 37     |
|  | 3    | François Cevert    | 21     |
|  | 4    | Peter Revson       | 11     |
|  | 5    | Denny Hulme        | 10     |

|  | Pos. | Construtor   | Pontos |
|  | ---- | ------------ | ------ |
|  | 1    | Tyrrell-Ford | 45     |
|  | 2    | Lotus-Ford   | 41     |
|  | 3    | McLaren-Ford | 17     |
|  | 4    | Ferrari      | 9      |
|  | 5    | Shadow-Ford  | 5      |

- Nota: Somente as primeiras cinco posições estão listadas. Em 1973 os pilotos computariam sete resultados nas oito primeiras corridas do ano e seis nas últimas sete. Neste ponto esclarecemos: na tabela dos construtores figurava somente o melhor colocado dentre os carros do mesmo time.